# Fallin' for You
Fallin' for You è il primo singolo estratto dal secondo album della cantautrice statunitense Colbie Caillat, intitolato Breakthrough. Il singolo è stato pubblicato il 29 giugno 2009 e debuttò alla posizione numero 12 della classifica statunitense. Il video del brano è stato pubblicato su Internet nel mese di luglio dello stesso anno.

## Tracce
1. "Fallin' for You"  3:36
2. "Hoy Me Voy (Feat. Juanes)" 3:23
3. "Somethin' Special" 3:05
4. "Turn Your Lights Down Low (Live)" 5:54

## Classifiche
| Classifica (2009)                           | Posizione massima |
| ------------------------------------------- | ----------------- |
| Austria                                     | 13                |
| Belgio (Fiandre)                            | 62                |
| Belgio (Vallonia)                           | 58                |
| Canada                                      | 28                |
| Europa                                      | 54                |
| Germania                                    | 16                |
| Nuova Zelanda                               | 31                |
| Paesi Bassi                                 | 62                |
| Svizzera                                    | 43                |
| U.S. Billboard Hot 100                      | 12                |
| U.S. Billboard Pop 100                      | 17                |
| U.S. Billboard Hot Adult Contemporary Songs | 1                 |